# Ким, Владимир Васильевич
Влади́мир Васи́льевич Ким (11 сентября 1932, Дубовка — 21 октября 2021) — советский и российский философ, специалист в области теории и методологии научного познания, философских проблем семиотики и диалектики, доктор философских наук (1987), профессор (1988). Заслуженный деятель науки Российской Федерации (1998). Заслуженный работник высшей школы Российской Федерации (2007).

## Биография
Родился 11 сентября 1932 года в деревне Дубовка Свободненского района Амурской области.
С 1951 по 1956 годы проходил обучение на философском факультете Ленинградского государственного университета. С 1956 по 1962 годы в течение шести лет, занимался педагогической деятельностью на кафедре диалектического материализма Ташкентского медицинского института.
С 1963 по 1966 годы обучался в аспирантуре Уральского государственного университета. С 1966 года начал свою педагогическую деятельность на философском факультете Уральского государственного университета: с 1966 по 1977 годы — доцент кафедры диалектического материализма. С 1977 года — заведующий кафедрой философии и культурологии Института повышения квалификации преподавателей социальных и гуманитарных наук при Уральском государственном университете. С 2003 года одновременно с основной деятельностью является — профессором кафедры философии Института философии и права УрО РАН и с 2004 года — директором Российско-корейского информационно-образовательного центра при Уральском государственном университете.
В 1965 году защитил диссертацию на соискание учёной степени — кандидата философских наук по теме: «Тождество и различие как категории диалектики», в 1987 году — доктора философских наук по теме: «Семиотические аспекты системы научного познания». В 1988 году В. В. Киму было присвоено учёное звание — профессора.
Основная его научно-педагогическая деятельность связана с исследованиями в области теории и методологии научного познания, философских проблем семиотики и диалектики. Он являлся разработчиком базовых принципов семиотического подхода к всестороннему анализу научной и познавательной деятельности и представление его в практической работе.
Автор более 100 научных работ, в том числе восьми монографий, под его руководством было выполнено три докторские и девятнадцать кандидатских диссертаций.
В 1998 году Указом Президента Российской Федерации «За вклад в научную деятельность» В. В. Ким был удостоен почётного звания — Заслуженный деятель науки Российской Федерации.
В 2007 году Указом Президента Российской Федерации «За вклад в педагогической деятельности» В. В. Ким был удостоен почётного звания — Заслуженный работник высшей школы Российской Федерации.
Скончался 21 октября 2021 года.

## Основные работы
- Тождество и различие. Свердловск, 1969;
- Семиотические аспекты системы научного познания. Красноярск, 1986;
- Философские забавы. Псков, 1995 (в соавт.);
- Язык науки: Философско-методологические аспекты. Екатеринбург, 1998.

## Награды и звания
- медаль «За доблестный труд» (1970)
- медаль «Ветеран труда» (1985)
- значок МВ и ССО СССР «За отличные успехи в работе» (1980).
- Заслуженный деятель науки Российской Федерации (1998[1])
- Заслуженный работник высшей школы Российской Федерации (2007[3])